# Zephyrarchaea porchi
Zephyrarchaea porchi es una especie de araña del género Zephyrarchaea, familia Archaeidae. Fue descrita científicamente por Rix & Harvey en 2012.
Habita en Australia (Victoria). La longitud de la araña es de 2,77 mm. Se encuentra solo en Otway Range, al norte de Cape Otway. El único espécimen conocido fue capturado en un bosque de eucaliptos con un denso sotobosque de helechos (Pteridium).